# Constitución de Honduras de 1924
La Constitución de Honduras de 1924 fue promulgada el 10 de septiembre de 1924 en la capital Tegucigalpa, durante el gobierno provisional de Vicente Tosta Carrasco. Entró en vigencia el 3 de octubre de ese año (art. 182), dejando sin efecto a la Constitución de 1894.
La misma fue firmada por Vicente Tosta, Felipe Cálix, secretario de Gobernación y Justicia, por la ley, Salvador Aguirre, secretario de Relaciones Exteriores, Andrés Leiva, secretario de Guerra y Marina, por la ley, Silverio Laínezs, secretario de Hacienda y Crédito Público, José B. Enríquez, secretario de Obras Públicas y Agricultura, F. A. Smith, secretario de Instrucción Pública, y los diputados constituyentes.

## Asamblea Constituyente
La Asamblea Nacional Constituyente que promulgó la constitución estuvo compuesta por:
| 1. Ramón Alcerro Castro       | Presidente      |
| 2. Rubén Andino Aguilar       | Vicepresidente  |
| 3. Martín M. Agüero           |                 |
| 4. Rómulo Alvarado Romero     |                 |
| 5. D. Bustamante Rosales      |                 |
| 6. Antonio C. Bustillo        |                 |
| 7. Venancio Callejas          |                 |
| 8. Ramiro Carvajal            |                 |
| 9. Gustavo A. Castañeda Suazo |                 |
| 10. Gonzalo Córdoba           |                 |
| 11. Raúl R. Cueva             |                 |
| 12. Andrés Felipe Díaz        |                 |
| 13. Benjamín M. Guzmán        |                 |
| 14. Medardo Galeano Trejo     |                 |
| 15. Eleuterio Galeano T.      |                 |
| 16. Juan Manuel Gálvez        |                 |
| 17. C. B. González            |                 |
| 18. Mariano P. Guevara        |                 |
| 19. Luis F. Lardizabal        |                 |
| 20. Nazario Pineda II         |                 |
| 21. Próspero Padilla Romero   |                 |
| 22. Simón Reyes J.            |                 |
| 23. Pedro Rivas               |                 |
| 24. Camilo R. Reina           |                 |
| 25. J. M. Sarmiento           |                 |
| 26. Álvaro Suazo              |                 |
| 27. Juan E. Suazo             |                 |
| 28. Pío Suárez                |                 |
| 29. Dr. J. Tábora             |                 |
| 30. Carlos Torres             |                 |
| 31. Manuel Valladares Núñez   |                 |
| 32. J. M. Velásquez           |                 |
| 33. Antonio Vidal M.          |                 |
| 34. F. R. Zúñiga              |                 |
| 35. M. G. Zúñiga.             |                 |
| 36. Antonio Bermúdez M.       | Secretario 1    |
| 37. J. M. Albir               | Secretario 2    |
| 38. Rafael Díaz Chávez        | Prosecretario 1 |
| 39. Francisco Rubí            | Prosecretario 2 |

## Contenido
La constitución consta de 182 artículos y está estructurada de la siguiente manera:
Título I. De la nación
Título II. De los hondureños
Título III. De los extranjeros
Título IV. De los ciudadanos
Título V. De los derechos y garantías
Título VI. De la forma de Gobierno
Título VII. Del Poder Legislativo
Título VIII. De las atribuciones del Poder Legislativo
Título IX. De la Comisión Permanente
Título X. De la formación, sanción y promulgación de la Ley
Título XI. Del Poder Ejecutivo
Título XII. De los deberes y atribuciones del Poder Ejecutivo
Título XIII. De los Secretarios de Estado
Título XIV. Del Poder Judicial
Título XV. Del presupuesto
Título XVI. Del Tesoro Público
Título XVII. Del ejercicio
Título XIX. De la responsabilidad de los empleados públicos
Título XX. Cooperación social y trabajo
Título XXI. De las leyes Constitutivas
Título XXII. De las reformas a la constitución y Leyes constitutivas
El texto de la constitución es bastante similar al de la anterior Constitución de 1894 y la de Constitución de 1904. Comienza abogando por la reintegración de la antigua República de Centroamérica, como ya venían haciendo los textos constitucionales desde 1880. Se mantienen los poderes del Estado y la forma de gobierno. Los requisitos para ser ciudadano, hondureño natural u hondureño naturalizado se mantienen prácticamente iguales, así como las garantías constitucionales.

### Cambios
Derechos
Para el estado de sitio, a diferencia de las constituciones anteriores donde se mencionaba una cantidad reducida de artículos que no podían suspenderse, en esta constitución se disponen sólo las partes primeras de 11 artículos, más otros 3 artículos, disponibles para ser suspendidos. El mismo ya no podía ser decretado por el Ejecutivo más de una vez durante el periodo comprendido entre dos legislaturas, y se establecían prohibiciones específica para este poder del Estado mientras durara el estado de sitio (art. 73-75). Los militares y policías activos ya no pueden ejercer el sufragio, pero sí ser elegidos (art. 21).
Poder Legislativo
Se establecen algunas prohibiciones más para ser diputado (art. 88) y se aumenta la disposición de un diputado cada 10 mil habitantes a uno cada 15 mil (art. 91). El procedimiento de la formación, sanción, promulgación de una ley se mantiene prácticamente inalterable, con la novedad que ningún proyecto de ley totalmente desechado podía discutirse de nuevo en la misma legislatura (art. 106). Al igual que en anteriores constituciones, se establecía que para ser electo presidente y vicepresidente se debía obtener la mayoría absoluta de votos, o la elección de los mismos la realizaba el Congreso entre los dos candidatos con más votos. Sin embargo, en esta ocasión se señaló que si el Congreso no escogía a nadie en el tiempo establecido, la decisión recaía en la Corte Suprema de Justicia, quien estaba entonces facultada para recibir la promesa de ley (art. 92). 
Poder Ejecutivo
Se restringe la edad máxima para ser candidato a presidente a 65 años. En esta ocasión, si el presidente estaba ausente, la línea de sucesión era: el vicepresidente, el presidente de la Corte y el presidente del Congreso o quien haya sido presidente del Congreso en la última legislatura (art. 107). El vicepresidente podía concluir el periodo presidencial, pero los demás tenían que llamar a elecciones para escoger a un nuevo presidente (art. 111).
Se eleva la edad requerida para ser secretario de Estado de 21 a 25 años; habiendo de 4 a 7 secretarios que se dividían 7 ramos especificados en la constitución, más los que se considerasen necesarios (art.116). Los secretarios ahora podían ser destituidos por el Congreso (art. 121).
Poder Legislativo
Se eleva la edad para poder ser magistrado de 25 a 30 años, y estos pasan a ser escogidos por el Congreso (art. 123-124). La presidencia la ejercía un magistrado por el periodo de un año, según su antigüedad (art. 133).
Reformas a las leyes
Para las reformas a las leyes se requerían dos tercios de los votos, algunas de las cuales debían ratificarse por la siguiente legislatura (art. 179). Las reformas a los artículos que prohibían la reelección del presidente o sus sucesores, los límites de la edad para ser electos o la duración del periodo presidencial no producirían sus efectos en el periodo en curso ni en el siguiente (art. 180).
Otros
Mediante esta constitución se crea el Estado Mayor, mandando además a crear escuelas militares (art. 160), y se forma un Instituto de Reformas Sociales (art. 175). 
Se crea también una Comisión Permanente (art. 95-97), que debía conformarse por cinco diputados propietarios y 5 suplentes durante la última sesión del Congreso. La misma se reunía y actuaba de conformidad a un reglamento interior, y tenía facultades como elegir interinamente a los funcionarios que manejaran fondos nacionales, publicar una edición de todos los decretos y resoluciones emitidos por el Congreso en sus anteriores sesiones, convocar al Congreso a sesiones extraordinarias, recibir promesas constitucionales y declarar si hay o no lugar a formación de causa contra el presidente, el vicepresidente, los diputados, los magistrados de la Corte, los secretarios de Estado y los agentes diplomáticos en funciones, cuando el Congreso estuviese ausente.